# سكايلر أستين
سكايلر أستين (بالإنجليزية: Skylar Astin)‏ مواليد 23 سبتمبر 1987 في نيويورك، نيويورك، الولايات المتحدة، هو ممثل أمريكي بدأ مسيرته الفنية عام 2005.

## الأعمال
- الطابق الارضي
- طبقة الصوت المثالية
- رالف المدمر
- 21 وأكثر
- نغمة مثالية 2
- فتيات
- هاوس
- غلي

## وصلات خارجية
- سكايلر أستين على موقع IMDb (الإنجليزية)
- سكايلر أستين على موقع ألو سيني (الفرنسية)
- سكايلر أستين على موقع ميوزك برينز (الإنجليزية)
- سكايلر أستين على موقع أول موفي (الإنجليزية)
- سكايلر أستين على موقع قاعدة بيانات برودواي على الإنترنت (الإنجليزية)
- سكايلر أستين على موقع قاعدة بيانات الأفلام السويدية (السويدية)
- سكايلر أستين على موقع ديسكوغز (الإنجليزية)
- سكايلر أستين على موقع قاعدة بيانات الفيلم (الإنجليزية)
- سكايلر أستين على موقع كينوبويسك (الروسية)